# Freya Aelbrecht
Freya Aelbrecht (Zutendaal, 10 febbraio 1990) è una pallavolista belga, centrale dell'Helvia Recina.

## Carriera

### Club
La carriera di Freya Aelbrecht inizia nel 2008 tra le file dell'Asteríx Kieldrecht, in cui milita per quattro annate vincendo tre campionati consecutivi, due Coppe del Belgio ed una supercoppa; inoltre nel 2010 raggiunge la finale di Challenge Cup perdendo però contro il Dresdner. Nella stagione 2012-13 viene ingaggiata dal RC Cannes, con cui vince due Coppa di Francia e altrettanti scudetti.
Nella stagione 2014-15 passa al Busto Arsizio, nella Serie A1 italiana: resta tuttavia vittima di un infortunio che la porterà a stare lontano dal campo per quasi l'intero campionato, rientrando solamente a fine stagione. Resta nella stessa divisione per la stagione 2015-16, giocando per il Bergamo, con cui vince la Coppa Italia, in quella 2016-17, questa volta con la neopromossa Pro Victoria, e in quella 2017-18 con un'altra neopromossa, il Pesaro.
Si trasferisce quindi nel massimo campionato giapponese per la stagione 2018-19, che disputa con le Kurobe AquaFairies, rientrando in Europa, precisamente nella Sultanlar Ligi turca, nella stagione seguente, ingaggiata dal Türk Hava Yolları.
Nell'annata 2020-21 torna nuovamente a calcare i campi del massimo campionato italiano, accordandosi con la Wealth Planet Perugia, mentre in quella successiva è di scena nella Liga Siatkówki Kobiet polacca, ingaggiata dal Radomka.
Per la stagione 2022-23 si trasferisce invece in Grecia dove disputa la Volley League con l'Olympiakos, che lascia nel gennaio 2023, quando torna nella massima divisione italiana per il resto dell'annata, giocando per l'Helvia Recina.

### Nazionale
Già nel giro della nazionale belga dal 2006, vince la medaglia d'argento all'European League 2013 e quella di bronzo al campionato europeo 2013.

## Palmarès

### Club
- Campionato belga: 3

2009-10, 2010-11, 2011-12
- Campionato francese: 2

2012-13, 2013-14
- Coppa del Belgio: 2

2009-10, 2010-11
- Coppa di Francia: 2

2012-13, 2013-14
- Coppa Italia: 1

2015-16
- Supercoppa belga: 1

2010

### Nazionale (competizioni minori)
- European League 2013

### Premi individuali
- 2010 - Challenge Cup: Miglior attaccante
- 2013 - European League: Miglior muro